# Detlev Blanke
Detlev Blanke (30 mei 1941 – 20 augustus 2016) was een Duitse esperantist en docent interlinguïstiek aan de Humboldtuniversiteit van Berlijn. Hij was een van Duitslands meest actieve Esperanto filologen en was van 1991 tot en met 2016 zowel voorzitter van de Gesellschaft für Interlinguistik als redacteur van de nieuwsbrief Interlinguistische Informationen. Hij en zijn vrouw, Wera Blanke, waren met name geïnteresseerd in de sociolinguïstiek en de evolutie van taal, met name in de ontwikkeling van terminologie voor de geconstrueerde taal Esperanto.  Blanke maakte een studie van het werk van Eugen Wüster, grondlegger van de terminologie, in de richting van een gemeenschappelijke internationale terminologie en internationale normalisatie.

## Academische loopbaan
Na het voltooien van zijn initiële universitaire studie werkte hij als docent Duits en aardrijkskunde. In in 1976 behaalde hij een doctoraat aan de Humboldtuniversiteit van Berlijn met zijn proefschrift op het gebied van vergelijkende woordbouw van het Esperanto en het Duits. In 1985 behaalde hij een tweede doctoraat aan diezelfde universiteit (Humboldt) op het vlak van kunsttalen. In het voormalige Oost-Duitsland stond een dergelijke tweede graad bekend als "proefschrift B", wat overeenkomt met de hoogste academische kwalificatie van "habilitatie" toegekend aan hoogleraren in veel Europese landen. In 1988 heeft de Humboldtuniversiteit hem benoemd tot "Ere-docent Interlinguïstiek".

### Originele werken in het Duits
- Der Anteil der Arbeiter-Esperantisten bei der Entwicklung der deutsch-sowjetischen Freundschaft in der Zeit der Weimarer Republik
- Einige methodologische Probleme der Geschichtsschreibung über GDREA
- Esperanto als Sprache und Unterrichtsgegenstand
- Esperanto in soziolinguistischer Sicht
- Esperanto und Wissenschaft. Zur Plansprachenproblematik Berlin: Kulturbund der DDR, 1982, 88 pp. (2nd expanded ed.. 1986)
- Eugen Wüster und sein "Enzyklopädisches Wörterbuch Esperanto-Deutsch"
- Fachkommunikation in Plansprachen
- Das Glottonym 'Esperanto' als Metapher
- Grundfragen der Entwicklung von Plansprachen - unter besonderer Berücksichtigung des Esperanto
- Interlinguistik in der DDR: eine Bilanz
- Interlinguistik und Plansprachen
- Internationale Kommunikation: die Möglichkeiten von Welthilfssprachen
- "Internationale Plansprachen. Eine Einführung" in Sammlung Akademie-Verlag, issue 34. Berlin, 1985, 408 pp., ISSN 0138-550X
- Interlinguistische Beiträge. Zum Wesen und zur Funktion internationaler Plansprachen. Sabine Fiedler, ed. Frankfurt: Peter Lang Verlag, 2006, 405 pp., ISBN 3-631-55024-3
- (with Till Dahlenburg): Konversationsbuch Deutsch-Esperanto. Leipzig: Enzyklopädie-Verlag, 1990, 210 pp. ISBN 3-324-00508-6, (2de uitgebreide editie, 1998, Wenen)
- Leibniz und die Lingua Universalis
- Pasigraphien (Weltschriften): eine Skizze
- "Plansprache und Nationalsprache. Einige Probleme der Wortbildung des Esperanto und des Deutschen in konfrontativer Darstellung" in Linguistische Studien, Series A, No. 85, Berlin: GDR Academy of Sciences, 1981, 162 pp. (2nd ed., 1982)
- Plansprachen als Fachsprachen
- Plansprachen und europäische Sprachenpolitik
- Plansprachige Wörterbücher